# Miconia hemenostigma
Miconia hemenostigma är en tvåhjärtbladig växtart som beskrevs av Charles Victor Naudin. Miconia hemenostigma ingår i släktet Miconia och familjen Melastomataceae. Inga underarter finns listade i Catalogue of Life.